# Cột Chúa Ba Ngôi ở Olomouc
Cột Chúa Ba Ngôi ở Olomouc là một đài hình cột nguy nga kiểu kiến trúc Baroque ở thành phố Olomouc, Cộng hòa Séc. Cột đài này được xây dựng từ năm 1716-1754 để vinh danh Chúa Ba Ngôi và để tạ ơn Chúa đã gìn giữ thành phố thoát qua trận dịch hạch ở Moravia (nay thuộc Cộng hòa Séc) trong các năm 1714-1716. Đây cũng được hiểu ngầm là sự biểu lộ lòng yêu nước của dân địa phương, vì mọi nghệ sĩ và thợ thủ công chính làm công trình này đều là dân thành phố Olomouc và hầu như mọi vị thánh được mô tả ở cột này đều ít nhiều liên quan tới thành phố.
Cột Chúa Ba Ngôi ở Olomouc đã được UNESCO đưa vào danh sách di sản thế giới năm 2000, trong khóa họp thứ 24, vì đây là "một trong số gương mẫu đặc biệt nhất của biểu hiện nghệ thuật Baroque của Trung Âu thời cực thịnh".

## Lịch sử

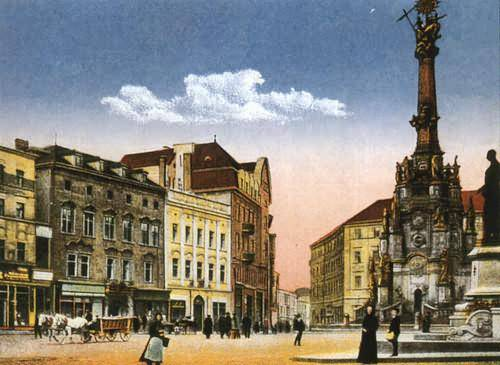
Hình lịch sử của Cột Chúa Ba Ngôi tại Quảng trường Thượng Olomouc

Theo đánh giá của ICOMOS về di sản này thì: "việc dựng cột Đức Mẹ Maria kiểu Baroque tại các quảng trường thành phố là 1 hiện tượng hậu Công đồng Tridentinô. Nguồn gốc việc mô tả bằng hình tượng của nó nằm trong Sách Khải Huyền (Tân Ước). Mẫu căn bản được lấy từ cột ở Nhà thờ Đức Bà Cả ở Roma, từ thập niên 1610.
Cột đài đáng khâm phục này là tuyệt phẩm của nhiều nghệ sĩ và các thợ thủ công bậc thầy, nhưng đa số họ không được nhin thấy công trình của mình hoàn tất. Người đầu tiên qua đời khi làm công trình này là kiến trúc sư Wenzel Render, người đưa ra ý tưởng dựng 1 cột đài, thuyết phục hội đồng thành phố, thiết kế, xây dựng giai đoạn đầu và giúp đỡ tài chính. Các người theo sau ông ta như Franz Thoneck, Johann Wenzel Rokický và Augustin Scholtz cũng không sống tới ngày công trình được hoàn thành. Công trình được Johann Ignaz Rokický hoàn tất. Việc trang trí công trình điêu khắc hoành tráng này được Phillip Sattler khởi sự. Sau khi ông ta qua đời, Andreas Zahner kế tục công trình và làm 18 tượng điêu khắc cùng 9 hình đắp nổi trong vòng 7 năm trước khi qua đời. Người thợ kim hoàn Simon Forstner - người mạ vàng các tượng điêu khắc Chúa Ba Ngôi và Đức Mẹ lên trời bằng đồng đỏ - đã may mắn hơn vì đã hoàn thành công việc sáng chói của mình. Tuy nhiên, ông ta đã bị mất sức khỏe vì đã sử dụng hợp chất thủy ngân độc hại trong quá trình mạ. 

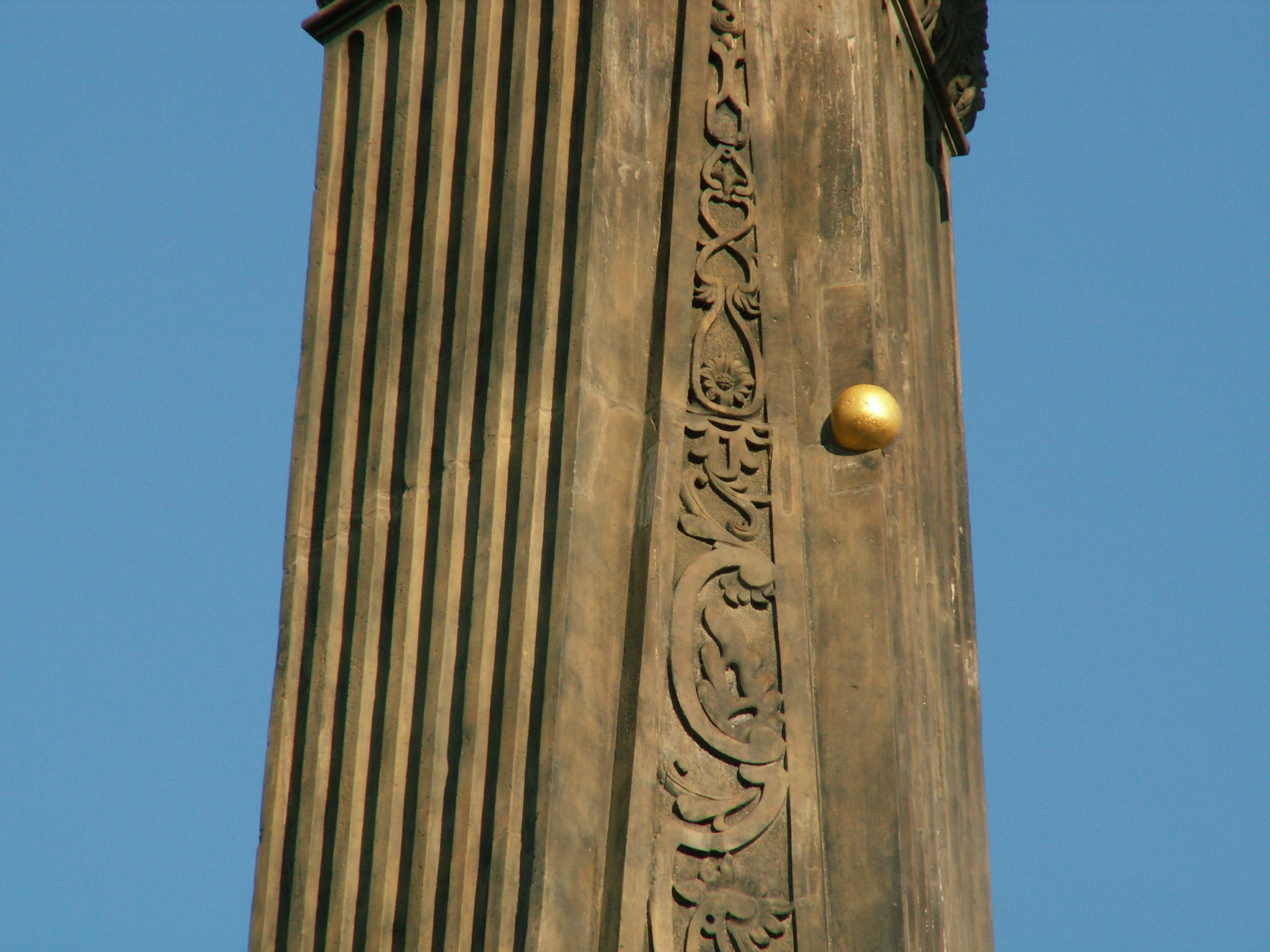
Bản sao bằng đá mạ vàng 1 viên đạn do súng pháo của quân đội Phổ bắn vào cột đài khi vây hãm thành phố Olomouc năm 1758

Sau khi Cột Chúa Ba Ngội hoàn thành năm 1754, người dân thành phố Olomouc rất hãnh diện, vì mọi người đã góp công góp của vào việc xây dựng. Cột được khánh thành trong buổi lễ lớn do nữ hoàng Maria Theresia của Áo cùng chồng là Francis I chủ trì.
Cuộc Chiến tranh Bảy năm bùng nổ vào năm 1756 giữa liên minh Áo - Nga - Pháp - Thụy Điển - Sachsen... và nước Phổ; vào năm 1758, sau chiến thắng oanh liệt trong trận Leuthen, vua nước Phổ là Friedrich II Đại Đế tiến hành vây hãm thành phố Olomouc. Cột Chúa Ba Ngôi bị trúng đạn pháo của Quân đội Phổ nhiều lần,. Người dân Olomouc đã can đảm tới gặp viên tướng Phổ, yêu cầu đừng bắn vào đài thiêng này. Tướng Francis Edward James Keith của Phổ đã đáp ứng nguyện vọng của dân. Quân Phổ không đạt được thắng lợi, phải rút quân về xứ Bohemia. Ngay sau chiến tranh, cột được sửa chữa ngay. Một bản sao viên đạn bằng đá đã được chôn 1 nửa tại chỗ trúng đạn để nhắc nhở dân chúng về biên cố đó.

## Mô tả

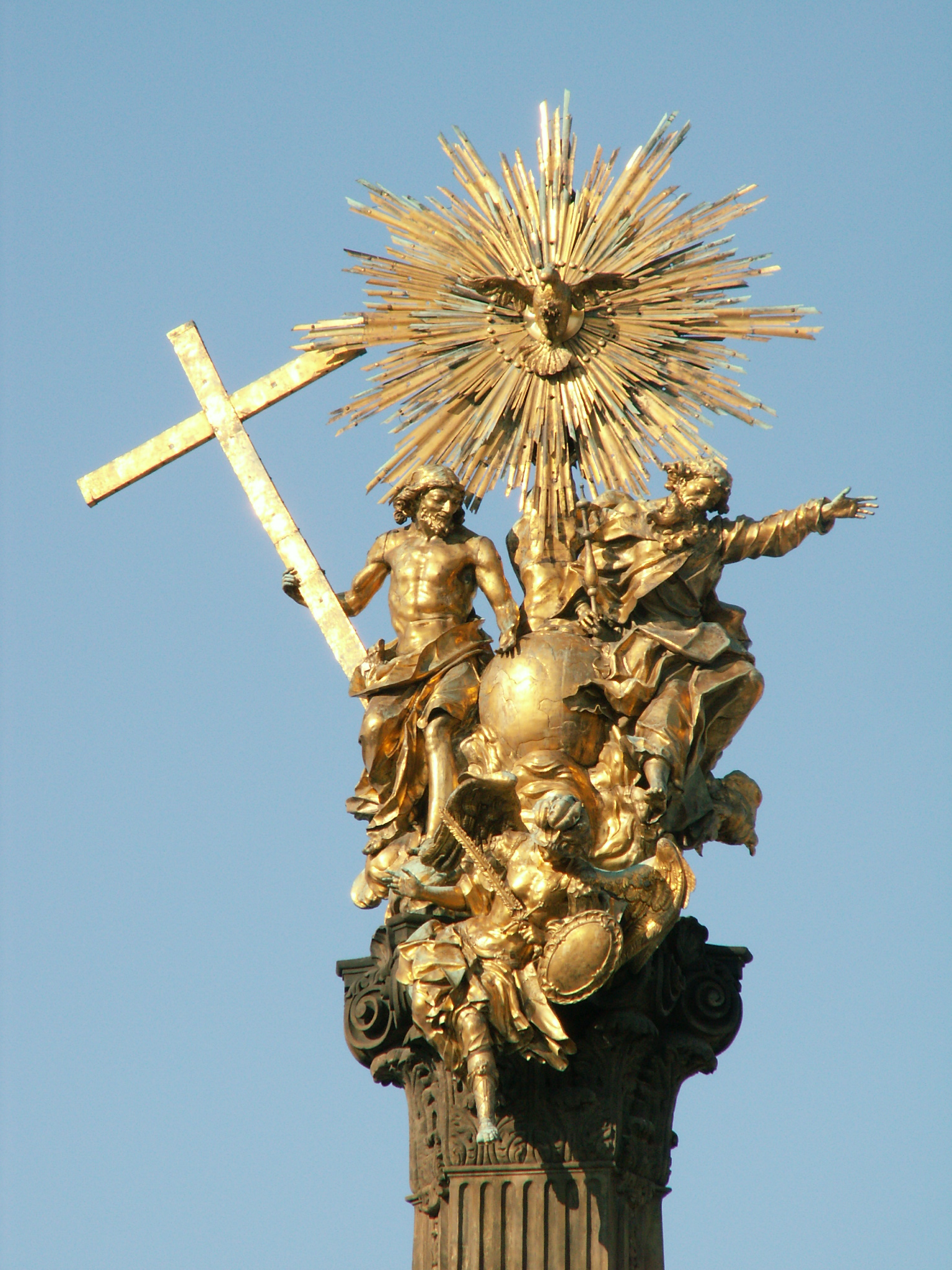
Tượng Chúa Ba Ngôi mạ vàng trên đỉnh cột đài

Cột đài cao 35 m này nổi bật với tượng điêu khắc Chúa Ba Ngôi cùng với Tổng thiên thần Gabriel bằng đồng mạ vàng trên đỉnh cột, dưới đó là tượng điêu khắc Đức Mẹ lên trời.
Chân đế của cột đài, gồm 3 cấp, được bao quanh bằng 18 tượng thánh điêu khắc bằng đá và 14 hình đắp nổi trong Khung trang trí (cartouche) tinh vi.
Trên bậc bệ đài cao nhất là các thánh liên quan trực tiếp tới cuộc đời Chúa Giêsu dưới thế gian, như ông bà ngoại là thánh Joachim và thánh Anne. Cha nuôi của Chúa Giêsu là thánh Giuse và thánh Gioan Tẩy giả cũng gọi là Gioan Tiền hô, người đã dọn đường cho chúa Giêsu. Sau đó tới thánh Lawrence và Jerome, các thánh bổn mạng của nguyện đường của Tòa thị chính thành phố Olomouc. 3 hình đắp nổi khác tiêu biểu cho 3 đức tính thần học là: Đức Tin, Đức Cậy và Đức Mến.
Dưới đó, ở bậc bệ đài thứ hai, là các thánh Cyrill và Methodius (tiếng Séc: Metoděj), đã tới truyền giáo ở Đại Moravia năm 863 (thánh Methodius trở thành tổng giám mục Moravia), thánh Blaise - bổn mạng của nhà thờ chính của thành phố - cùng thánh bổn mạng của vùng Bohemia lân cận là các thánh Adalbert (tiếng Séc: Vojtěch) và thánh Gioan thành Nepomuk (tiếng Séc: Jan Nepomucký).
Trên bậc bệ đài dưới chót, có hình thánh Maurice - bổn mạng nước Áo - và thánh Wenceslas (tiếng Séc: Václav) - bổn mạng xứ Bohemia - đồng thời 2 thánh này cũng là bổn mạng của 2 nhà thờ quan trọng trong thành phố. Một thánh bổn mạng nước Áo khác - thánh Florian - cũng được coi là người che chở chống các thiên tai, đặc biệt là hỏa hoạn cùng thánh Giovanni da Capistrano (tiếng Séc: Jan Kapistránský), người giảng đạo ở Olomouc, thánh Anthony thành Padua, thuộc dòng Phanxicô, dòng này có 1 tu viện ở Olomouc, và thánh Aloysius Gonzaga, bổn mạng của các sinh viên. Tượng của thánh này chứng tỏ người dân Olomouc rất tự hào về trường Đại học Palacký của thành phố.
Các hình đắp nổi của toàn bộ 12 tông đồ được đặt xen vào giữa các tượng điêu khắc.

## Thánh Gioan Sarkander

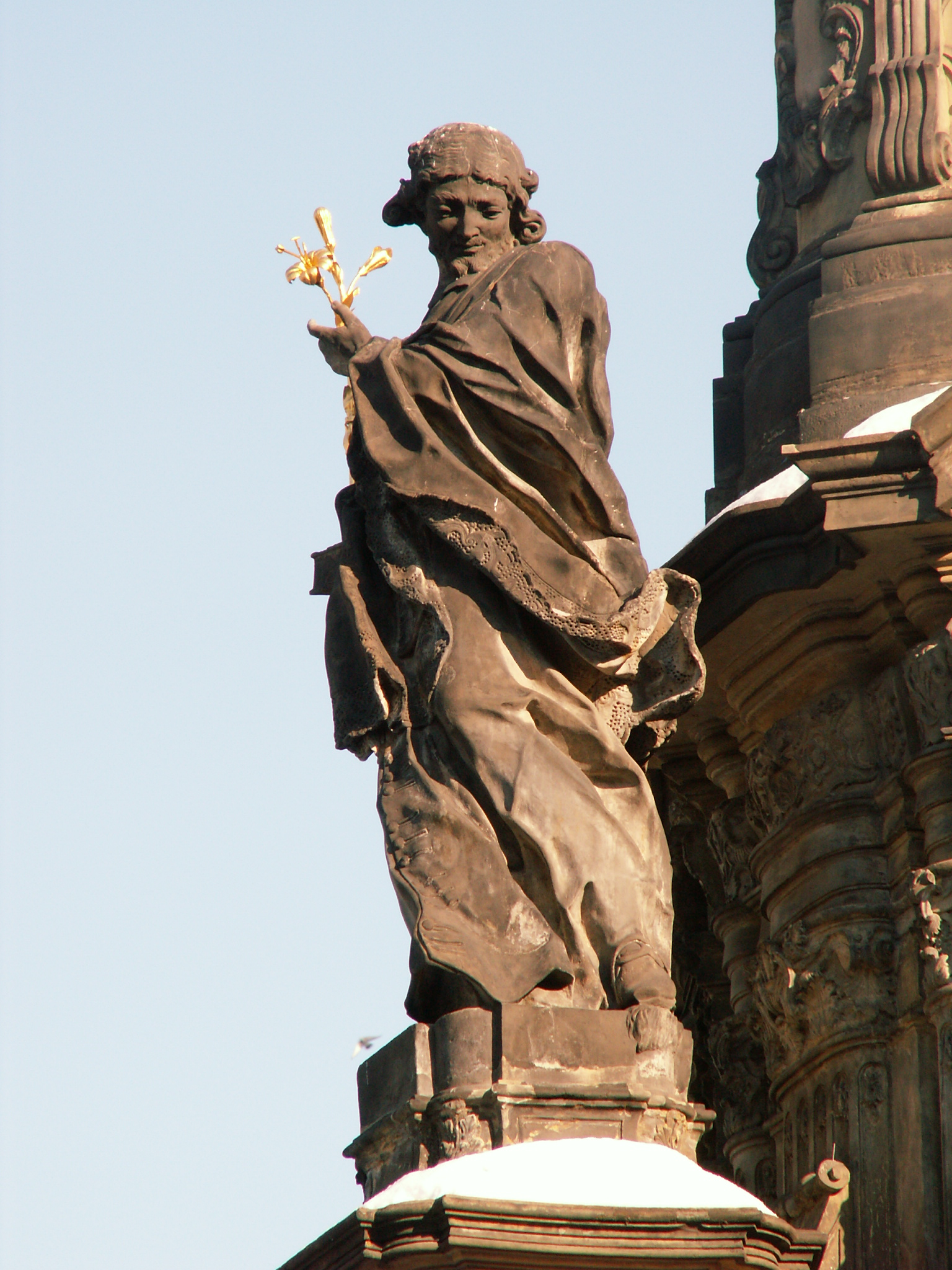
Tượng thánh Gioan Sarkander trên Cột Chúa Ba Ngôi

Tượng sau chót còn thiếu trong danh sách các vị thánh là Gioan Sarkander (tiếng Séc: Jan Sarkander), (tay cầm cành hoa huệ tây, tượng trưng cho sự trinh khiết) ở bậc bệ đài thứ hai. Gioan Sarkander là 1 vị linh mục, ông đã bị tra tấn và chết trong nhà giam Olomouc khi bắt đầu Chiến tranh Ba mươi năm, vì ông đã không phá ấn tín giải tội (giữ kín, không tiết lộ lời thú tội của người xưng tội) khi bị tra khảo. Quyết định đặt tượng ông ở đây là quyết định đặc biệt, vi phạm truyền thống, có thể gặp rắc rối với Tòa Thánh, vì lúc đó linh mục Gioan Sarkander chưa được phong thánh. Tuy nhiên người dân ở đây đều tôn kính ông như 1 vị thánh tử đạo, nên các thợ thủ công chấp nhận nguy cơ bị giáo hội phạt vạ, họ đã đắp tượng của ông.
Năm 1859, Gioan Sarkander đã được phong chân phước (tức á thánh) và năm 1995, ông được phong hiển thánh, nhân dịp giáo hoàng Gioan Phaolô II viếng thành phố Olomouc.

## Nguyện đường bên trong

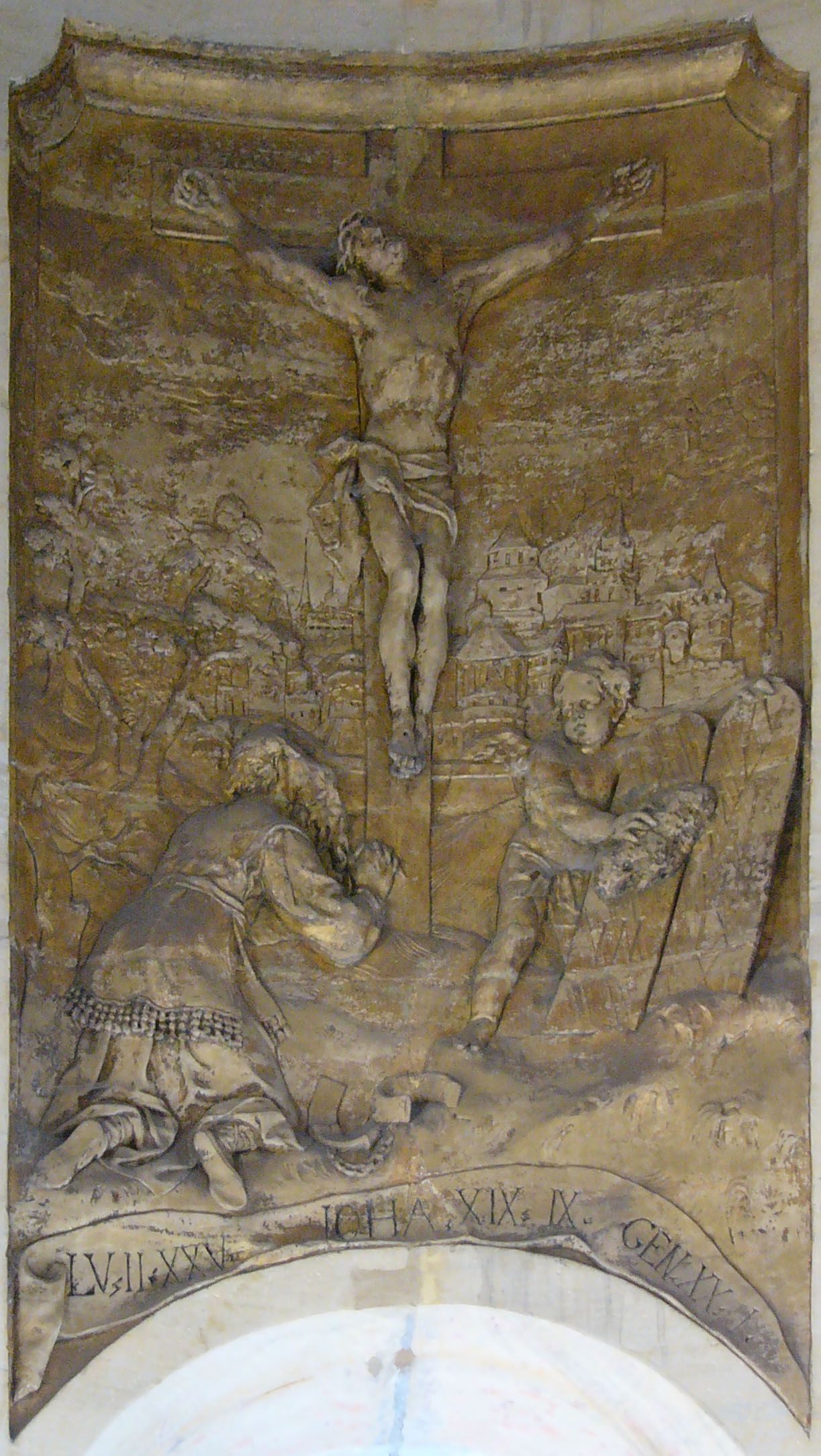
Hình đắp nổi mô tả việc đóng đinh Chúa Giêsu và thập giá

Trong lòng chân cột đài này cũng chứa 1 nguyện đường nhỏ với các hình đắp nổi mô tả các việc trong Cựu Ước và Tân Ước như việc Cain dâng lễ vật là hoa màu cho Chúa, trong khi người em Abel dâng lễ vật là con vật đầu đàn của mình, hình Noah dâng của lễ toàn thiêu đầu tiên, sau trận lụt Hồng thủy, hình Abraham toan giết con trai duy nhất của mình là Isaac cùng một con cừu làm lễ vật dâng Chúa, và hình Chúa Giê su chịu chết. Thành phố Jerusalem và Olomouc ở phần nền của tranh đắp nổi cuối cùng.